# Los Náufragos de Ythaq
Los Náufragos de Ythaq es una serie de historietas francesa de ciencia ficción creada por Christophe Arleston y con dibujo de Adrien Floch.

## Sinopsis
En un universo donde los seres humanos han dominado los viajes por el espacio y han colonizado numerosos mundos la Bruma del Cometa, una lujosa nave espacial crucero de la compañía SilverStar Lines, sufre una misteriosa avería provocada por una fuerza desconocida y se estrella en un planeta que no figura en los mapas espaciales.
La teniente Granite Welgoat (Kiri Welgoat en la edición española), bella aspirante (rango militar de quien aspira a convertirse en oficial, aprox. equivalente a alférez) atlética e inteligente, el técnico Narvarth Bodyssey (Narvar en la edición española), joven e inocente, y la rica pasajera Callista DeSargamore (Calysta en la edición española), arrogante y manipuladora, refugiados en un módulo que se separa de la nave antes del impacto, parecen ser los únicos supervivientes del accidente. El planeta Ythaq pronto demuestra ser más peligroso de lo esperado cuando en su camino se cruzan criaturas primitivas e insólitas de todo tipo.
Mientras buscan alguna manera de abandonar el planeta e intentan hallar algún rastro del resto de la tripulación se encuentran con diversos enemigos como el mercenario Dhokas o la margrave Ophyde (Ofidia en español). El feng Tao y el banfoo Krurgor se unen poco después al grupo. Más adelante descubren que numerosas naves se han estrellado sobre Ythaq y que ciertas personas pueden dominar los cuatro elementos. Los brasiers (hogueras) como Granite dominan el fuego, los glebeux (glebosos) dominan la tierra, los trempeurs (mojados) dominan el agua y los zéphyrs (céfiros) dominan el viento. Los hogueras son 
tan raros que Granite es la primera en Ythaq en poseer ese don en más de un siglo.
Al mismo tiempo y a medida que avanza la historia los héroes descubren que Ythaq es en realidad el tablero a tamaño real del juego de los Ythes, en el que los competidores son los más poderosos de la galaxia. Para lograr vencer en este juego, que lleva en activo muchos siglos, los jugadores deben reunir cuatro peones (cuatro elementos diferentes) sin desvelar la existencia del juego.

## Personajes
Los principales jugadores presentados hasta ahora son:
- Myrthellius Karmon-Dhokas: soldado de Ofidia al principio de la serie y antiguo presidente de SilverStar Lines, Khengis lo captura y le provoca heridas de gravedad. Es descalificado en el tomo 5 por hacer trampas.
- Khengis: una especie de serpiente de varios metros de longitud que cuenta con cuatro fuertes brazos, jugador desde el principio (al menos eso le hace creer a Hetzel), y señor de una inmensa horda de saqueadores. Es muy poderoso y se le teme en todo Ythaq. Muere en el tomo 7, asesinado por un Ythe.
- Leah: una feng que aparece por primera vez en el tomo 4. Se descubre que en realidad es un jugador que llegó a Ythaq al mismo tiempo que Dhokas, Krurgor y Ennak.
- Ennak: un personaje presente desde el principio de la serie. Antiguo ministro de la margrave Ofidia, recibe una herida mortal de Dhokas en el tomo 2 pero consigue que los Ythes, los amos del juego, le curen las heridas. Su objetivo a continuación es intentar recuperar los puntos que le fueron arrebatados. Más adelante encuentra un peón de agua que le acompaña a partir de ese momento. Muere al principio del tomo 7 a manos de Leah.
- Hetzel: humano que aparece en el tomo 3 y que tiene una skopandra (una especie de insecto) adherida a la espalda. Poco después se transforma en una especie de mariposa humanoide. Hetzel había sido declarado fuera del juego hace mucho tiempo pero no se menciona la causa de su descalificación e incluso a pesar de estar descalificado sigue intentando escapar de Ythaq. En el tomo 4 intenta injertar una skopandra en la espalda de Narvarth.
- Krurgor: se descubre al final del tomo 6 que Krurgor es un jugador cuando les muestra a los amos del juego que según las reglas él ha ganado. Pero resulta que los amos obedecen a otras entidades y parece que estas habían cambiado las reglas del juego. Granite pone fin al encuentro de Krurgor con los amos del juego al final del tomo y, a pesar de ser un jugador, no parece que Krurgor tenga malas intenciones.

## Pueblos y criaturas
Los pueblos y criaturas de la serie son tan numerosos como variados. En esta lista solo se nombran aquellos descritos con un mínimo de información.
- Banfoos: el primer pueblo que se encuentran Granite, Narvarth y Calliste. Casi todos los banfoos viven a la orilla de los océanos y su forma de hablar se distingue porque hablan la lengua común con un ceceo muy intenso. Su vida se organiza en torno a tres conceptos simples: pesca, cosecha y justicia. En efecto, los banfoos tienen una pasión desmedida por los juicios y el menor conflicto se resuelve en un tribunal. Son bastante bajos (1,50 m) pero también bastante corpulentos. Krurgor es un banfoo. Pueblo inteligente.
- Fengs: el grupo se encuentra con su primer feng durante el juicio de los banfoos. Los fengs forman un pueblo solitario y separado del resto que hace tiempo, tras la creación de Ythaq, decidió convertirse en la memoria del planeta. Los fengs son amables y apacibles, siempre viajando para dejar por escrito las cosas nuevas que descubren. Su capital es Wettra, ciudad tallada en la roca, donde se recopila la mayoría del conocimiento de los fengs. Tao y Leah son fengs. Pueblo inteligente.
- Chemlas: bestias de carga que recuerdan a los dromedarios. Animal primitivo, domesticable.
- Peewees: especie de ave que recuerda a grandes pollos. Su nombre tiene origen en el sonido que emiten. Animal primitivo, puede resultar agresivo.
- Bruzelas: grandes libélulas del tamaño de un hombre que pueden tejer hilos muy gruesos. Pueden adiestrarse con un silbato. Animal primitivo, domesticable.
- Ylimphes: dinosaurios de varios metros de altura que pueden transportar cargas muy pesadas. Su cola recuerda a la de los escorpiones. Animal primitivo, domesticable.
- Krakens: animales acuáticos parecidos a los pulpos excepto que sus tentáculos están en la parte superior de su cabeza. Animal primitivo, puede resultar agresivo.
- Fluriks: pueblo cercano a Wettra. Los fluriks son unos humanoides azules de largas orejas que caen por su espalda. Son grandes cazadores con la lanza. Su lengua es diferente a la común pero los fengs la entienden. Pueblo inteligente.
- Pandhes: criaturas del tamaño de un hombre que viven en el bosque de la Isla de los Naufragios. Su aspecto es el de un cruce entre un mono y un perro con una cola de varios metros, seis patas y de color azul. Son inofensivos y su única dedicación es proteger a las otras criaturas.